# إغناثيو ألفاريز
إغناثيو ألفاريز (بالإسبانية: Ignacio Álvarez Pérez)‏ هو سباح مكسيكي، ولد في 11 أبريل 1957.

## وصلات خارجية
- إغناثيو ألفاريز على موقع الاتحاد الدولي للسباحة (الإنجليزية)
- إغناثيو ألفاريز على موقع أوليمبيديا (الإنجليزية)